# Natura 2000-område nr. 55 Stavns Fjord, Samsø Østerflak og Nordby Hede
Natura 2000-område nr. 55 Stavns Fjord, Samsø Østerflak og Nordby Hede  er et EU-habitatområde (H51), der har et areal på i alt 15.663 ha, hvoraf over 95 % udgøres af hav. Området omfatter Nordby Hede, hele Stavns Fjord med holmene i den, samt et større havområde med øer uden for fjorden; Her ligger øerne Kyholm, Lindholm og Vejrø. Havområderne, der både er fuglebeskyttelsesområde (F31) og ramsarområde (R14), består ud over Stavns Fjord dele af Nordby Bugt og Lindholm Dyb.

## Beskrivelse
Området har en varieret kystnatur, med både beskyttede kyster med strandeng og strandoverdrev, og bølgeeksponerede kyster med strandvolde, kystskrænter og klitnatur.
Stavns Fjord er en stor lavvandet kystlagune, mens havet øst for med dele af Nordby Bugt og Lindholm Dyb også indeholder rev og sandbanker med lavvandet vedvarende dække af havvand.
Nordby Hede og Stavns Fjords omgivelser var i jægerstenalderen dækket af havet, og landskabet fremstår i dag fladt med enkelte karakteristiske bakker, der også omfatter holmene i Stavns Fjord. Der er en skarvkoloni på Yderste Holm i Stavns Fjord. Der er adgangsforbud
hele året til de fleste af øerne i fjorden, og til Besser Rev, Lindholm, Ægholm og Sværm i yngletiden.
Øerne i havet i den østlige del af habitatområdet indgår i et støre kompleks af holme, Flak (sandgrund) flak, rev og skær, som er en rest af en randmoræne fra den sidste istid. Bosserne er udlagt til sælreservat, og spættet sæl yngler her; Hatter Rev er et fritliggende stenrev, med store sten, som normalt er synlige over vandet. Stenrevene er tidligere blevet reduceret på grund af stenfiskeri, men det er nu forbudt i Natura 2000-området.

## Naturbeskyttelseslovens § 3
Af det samlede areal på 15.663 ha hektar er de 517 ha omfattet af naturbeskyttelseslovens § 3:
- 183 ha strandeng
- 173 ha hede
- 146 ha overdrev
- 6 ha fersk eng
- 5 ha mose
- 4,3 ha vandhuller[1][2]

## Fredninger
Hele habitatområdet (plus landtangen med Kanhavekanalen) blev fredet i 1981 bortset fra en ret smal kyststrækning med klitter i den nordvestligste del . Stavns Fjord med tilgrænsende landarealer og havområdet øst for fjorden også siden 1999 været udlagt som
vildtreservat.

## Udpegningsgrundlag for Fuglebeskyttelsesområde nr. 31
(T) er trækfugle, (Y) er ynglefugle
- Sangsvane (T)
- Klyde (Y)
- Splitterne (Y)
- Havterne (Y)
- Dværgterne (Y)
- Skarv (Y,T)
- Edderfugl (T)
- Fløjlsand (T)
- Sortand (T)

Natura 2000-planen er vedtaget i 2011, hvorefter kommunalbestyrelserne
og Naturstyrelsen udarbejdede bindende handleplaner for
gennemførelsen af planen.  Planen videreføres og videreudvikles i senere planperioder.
Natura 2000-området ligger i Samsø Kommune, og naturplanen koordineres med vandplanen for 1.7 Hovedvandopland Århus Bugt .

## Eksterne kilder og henvisninger
1. 1 2 3  Miljøstyrelsen Midtjylland (juni 2023). "Naturplan 2022-2027  Natura 2000-område nr. 55 Stavns Fjord, Samsø Østerflak og Nordby Hede" (PDF). mst.dk. Miljøstyrelsen. Arkiveret (PDF) fra originalen 2. juni 2024. Hentet 2. juni 2024.
2. 1 2 3  
Miljøstyrelsen Midtjylland (november 2021). "Revideret basisanalyse 2022-2027  Natura 2000-område nr. 55 Stavns Fjord, Samsø Østerflak og Nordby Hede" (PDF). mst.dk. Miljøstyrelsen. Arkiveret (PDF) fra originalen 2. juni 2024. Hentet 2. juni 2024.
3. ↑  Om fredningen på fredninger.dk
4. ↑  "Natura 2000-planlægning 2022-2027". mst.dk. Miljøstyrelsen. 2023. Arkiveret fra originalen 29. marts 2024. Hentet 11. maj 2024.
5. ↑  Vandplan – Hovedvandopland Århus Bugt på naturstyrelsen.dk

- Kort over området på miljoegis.mim.dk/
- Plandokumenter for Natura 2000-områderne i Jylland Øst for perioden 2022-2027.